# Llegamos a la disco
«Llegamos a la disco» es una canción del cantante puertorriqueño Daddy Yankee, en colaboración de De la Ghetto, Arcángel, Ñengo Flow, Farruko, Alex Kyza, Kendo Kaponi y el dúo puertorriqueño Baby Rasta & Gringo. Fue publicado el 18 de agosto de 2011, como el segundo sencillo de su sexto álbum de estudio Prestige (2012). La canción fue producida por el dúo Musicólogo & Menes, Nely el Arma Secreta y DJ Luian.

## Video musical
El video musical que acompaña a la canción fue publicado el 10 de septiembre de 2011.

## Posicionamiento en listas

### Semanales
| Lista (2012)                     | Mejor posición |
| -------------------------------- | -------------- |
| Latin Rhythm Airplay (Billboard) | 22             |

### Mensuales
| Lista (2012)   | Mejor posición |
| -------------- | -------------- |
| Perú (Unimpro) | 7              |